# Rhabdoblatta trongana
Rhabdoblatta trongana är en kackerlacksart som först beskrevs av Rehn, J. A. G. 1904.  Rhabdoblatta trongana ingår i släktet Rhabdoblatta och familjen jättekackerlackor.
Artens utbredningsområde är Thailand. Inga underarter finns listade i Catalogue of Life.